# Camp 112
Mas la Torre o Camp 112 és un jaciment arqueològic que es troba a Fontcoberta (Pla de l'Estany), inclòs a l'Inventari del Patrimoni Arqueològic i Paleontològic de Catalunya.
Es tracta d'un jaciment a l'aire lliure probablement paleolític. També s'han trobat restes d'època romana. Les seves coordenades UTM són X: 481750.00 Y: 4666375.00, està situat a una alçada de 231msnm. Es tracta d'un en un camp de conreu als afores del veïnat de Melianta, al Pla d'Usall.
Joan Abad de l'Associació Arqueològica de Girona l'any 1982 va recollir del mig d'un dels camps de conreu unes quantes ascles de quarsita molt erosionats de suposada cronologia paleolítica.
L'any 1983 es va realitzar una prospecció superficial i com a resultat d'aquesta es van trobar una sèrie de peces d'origen romà. Totes les troballes van ser en superfície. Totes les peces trobades es van perdre pel que és impossible garantir l'origen antròpic d'aquestes.
L'any 1992, es va visitar al jaciment amb motiu de la revisió de la carta arqueològica. En la visita, es varen localitzar i recollir restes de materials ceràmics en superfície dels quals s'identificaren com un fragment de nansa i un fragment informe d'àmfora d'època romana.
Posteriorment, l'any 2004 es va dur a terme una intervenció preventiva de tipus prospecció al jaciment. Aquesta actuació va permetre confirmar l'estat de conservació del possible jaciment.
L'any 2004 es va fer una intervenció preventiva amb motiu del projecte “Estudi d'Impacte Ambiental. Millora General. Desdoblament carretera C-66. Tram: Banyoles-Besalú”.